# Cabicanca
A cabicanca é uma criatura lendária com forma de pássaro das tradições e superstições populares portuguesas.

## A Lenda da Cabicanca
Pousou um dia na torre da Igreja um pássaro, jamais visto por terras de Aguiar. As gentes do lugar deixaram de ir à missa e de longe apontavam estupefactos para o bico da desconhecida ave enquanto exclamavam:
- Que bicanca, Santo Deus, que bicanca!
Estava o povo no seu tormento, estava o pássaro em seu sossego, calhou por ali passar um almocreve, de seu nome Martinho Afonso e com a alcunha de "Escorropicha". Depois de uns copos bem bebidos, fazendo jus à alcunha, tomou conta da ocorrência que tanto atormentava as pessoas da terra. Como a coragem não lhe faltava e o vinho ajudava, pegou na espingarda e foi enfrentar a "cabicanca". Bastou um tiro certeiro, que ecoou por toda a região, para que a cegonha sucumbisse e Afonso fosse erguido em ombros.
A história perdura e o nome "cabicanca" ficou para sempre ligado aos aguiarenses que, carinhosamente, o adoptaram como seu.